# Жемчужина (кафе)
«Жемчу́жина» (азерб. Mirvari) — кафе-павильон, расположенное в столице Азербайджана, городе Баку. Кафе находится на территории Приморского бульвара. Является достопримечательностью приморского парка и считается одним из числа многих объектов, преобразивших облик Баку.

## История

Los Manantiales после постройки

Кафе «Жемчужина» было построено в 1962 году по инициативе председателя Горисполкома Баку Алиша Лемберанского. Предполагают, что решение о постройке «Жемчужины» Лемберанский принял после того, как, будучи в командировке в Скандинавии, увидел фотографию похожего ресторана исп. Los Manantiales, построенного в 1958 году в пригороде Мехико испанским архитектором Феликсом Канделой.
Архитекторами кафе стали В. Шульгин и Р. Шарифов, а конструкторами — Н. Никонов и А. Гельфат.
Изначально кафе располагалось прямо на берегу Каспийского моря, но после того, как в 70-е море стало быстро отступать, «Жемчужина» оказалась на суше.
В советское время кафе символически разделяло набережную на «роскошную» западную часть и «убогую» восточную.
В 2008 году кафе было отреставрировано. Реставрационные работы проводились на основании проекта, в разработке которого принимали участие как местные специалисты, так и специалисты из Германии. В июне 2009 года с реставрационными работами на бульваре, в том числе и с отреставрированным кафе «Жемчужина» ознакомился президент страны Ильхам Алиев.

## Архитектура
В кафе, решённом в модернистском стиле (стиль био-тек иногда указывается, видимо, ошибочно, также конструктивистский стиль), заметен переход культа прямого угла к криволинейным органическим формам. Построено здание кафе из железобетона в форме раковины-жемчужницы. Интерьер образован козырьками с большим выносом.
Рассчитанное на 50 гостей кафе образовано из 8 оболочек с гиперболическими параболоидами толщиной 5 см. С террасы павильона видна Бакинская бухта. Согласно искусствоведу Леониду Бретаницкому, впечатление о павильоне изящного и привлекательного кафе проигрывает в связи с не очень удачным выбором места и не совсем продуманной организацией плана. По словам архитектора Энвера Касимзаде, архитектура здания кафе «чужда эстетическим идеалам советских людей и далека от важнейших требований социалистического реализма — правдивости, исторической конкретности, идейной устремлённости».